# Volker Großmann
Volker Großmann (* 2. September 1953; † 26. November 2015 in Pleinfeld) war ein deutscher Fußballspieler. Von 1976 bis 1982 spielte er für den 1. FC Lokomotive Leipzig in der DDR-Oberliga, der höchsten Spielklasse im DDR-Fußball. 1981 gewann er mit dem 1. FC Lok den DDR-Fußballpokal.

## Sportliche Laufbahn
Bis 1972 spielte Volker Großmann bei der Armeesportgemeinschaft Vorwärts in Wolfen in der drittklassigen Bezirksliga und danach für die ASG Vorwärts Löbau in der zweitklassigen DDR-Liga. Dort wurde er innerhalb von zwei Spielzeiten bis zum Sommer 1974 in allen 44 Ligaspielen als Verteidiger aufgeboten. Anschließend stieg Vorwärts Löbau aus der DDR-Liga ab und Großmann musste für eine Saison wieder in der Bezirksliga spielen. 1975/76 spielte Großmann beim DDR-Ligisten Chemie Böhlen. Trainer Wolfgang Müller funktionierte Großmann zum Stürmer um und setzte ihn überwiegend auf Rechtsaußen ein. Von den 22. Ligaspielen bestritt Großmann 17 Partien und war mit sechs Toren erfolgreich. 
Zur  Saison 1976/77 schloss sich Großmann dem Oberligisten 1. FC Lokomotive Leipzig an. Er wurde zunächst in die Nachwuchsmannschaft eingereiht, wo er bis 1978 auch die meisten Spiele in der Regel als Stürmer absolvierte. Er kam aber auch in seiner ersten Leipziger Spielzeit schon in der Oberliga Einsatz. Er wurde dreimal eingewechselt und schoss am 21. Spieltag in der Begegnung 1. FC Lok – Sachsenring Zwickau (2:0) sein erstes Tor für Lok Leipzig. Von der Rückrunde des Spielzeit 1978/79 an, als mit Wolfgang Altmann und Lutz Moldt zwei Stammspieler längerfristig ausfielen, konnte sich Großmann in die Stammelf des 1. FC Lok hineinspielen. In den 78 Oberligaspielen von der 2. Halbserie 1978/79 bis zum Ende der Hinserie der Saison 1981/82 bestritt Großmann 70 Spiele, in denen er zu 14 Toren kam. Dabei wurde er hauptsächlich als Flügelstürmer eingesetzt. 1982 absolvierte er von 26 Oberligaspielen nur noch 13 Partien, in denen er zum Schluss oft nur noch Einwechselspieler war. 
Höhepunkte seiner Leipziger Zeit waren das DDR-Pokalendspiel 1981 und die Teilnahme an den Spielen im Europapokal der Pokalsieger 1981/82. Im Pokalendspiel, das der 1. FC Lok mit 4:1 über den FC Vorwärts Frankfurt/O. gewann, stürmte Großmann auf der rechten Seite. Von den acht Europapokalspielen der Leipziger bestritt Großmann fünf Partien, in denen er jedoch nur zweimal in der Startelf stand. Im letzten Spiel des 1. FC Lok, dem Viertelfinal-Rückspiel gegen den FC Barcelona (2:1 nach 0:3) kam Großmann erst in der 84. Minute zum Einsatz. 
Am Ende der Saison 1982/83 gab der 1. FC Lokomotive Leipzig bekannt, dass Volker Großmann seine aktive Laufbahn beendet habe. 
Achtzehn Monate später gelang es der BSG Chemie Böhlen, ihren früheren Stürmer in die eigenen Reihen zurückzuholen. Der Oberligaabsteiger von 1983 und Tabellenzweiter der DDR-Liga von 1984 bemühte sich noch immer um die Rückkehr in die Oberliga, litt in der laufenden Saison jedoch mit nur 21 Toren bei 17 Toren in der DDR-Liga unter Torarmut und erhoffte sich von Großmann mehr Durchschlagskraft. Der inzwischen 32-Jährige wurde vom ersten Ligaspiel der Rückrunde an als Rechtsaußenstürmer eingesetzt, konnte die in ihn gesetzten Hoffnungen jedoch nicht erfüllen. Zwar stand er zunächst in acht Ligaspielen in der Startelf, absolvierte aber nur drei Spiele über die volle Zeit und schoss auch kein Tor. Trainer Hans Welwarski setzte Großmann am Ende der Saison noch zweimal als Einwechselspieler ein, und erst in seinem vorletzten Spiel gelang Großmann noch ein Tor. Auch für die Saison 1985/86 hielt Chemie Böhlen weiter an Volker Großmann fest. In der Hinrunde war er jedoch fast nur Einwechselspieler mit zwei Toren, während er in der Rückrunde bei elf Begegnungen in der Startelf stand und noch einmal zwei Treffer erzielte. Auch mit Großmann gelang Chemie Böhlen nicht die Rückkehr in die Oberliga.
Endgültig als Freizeitfußballer schloss sich Großmann anschließend dem DDR-Liga-Absteiger von 1986 Stahl Hettstedt an.
Nach der Wende zog er nach Bayern, wo er 2015 62-jährig in Pleinfeld verstarb.